# Дом црквено-школске јеврејске општине у Београду
Дом црквено-школске јеврејске општине у Београду између два светска рата био је Народни дом и школа јеврејске Сефардске заједнице у Београду, која је до пред Други светски рат бројала 12.000 чланова.
Његова градња започела је 1928. године а окончана 1935. године, на Дорћолу, у улици Краља Петра, у једној од две градске четврти Београда (друга је била Фишеклија, данас део Булевара краља Александра) у којима су између два светска рата у знатној мери били настањени Јевреји.

## Историја
Претпоставља се да су Јевреји масовно долазили у Београд од 16. века и од тада па све до Другог светског рата успели су да сачувају своју културну аутентичност. Јеврејска махала формирана је на Дорћолу, испод данашње улице Цара Душана, око Јеврејске улице, као главне улице махале, која је до данас задржала своје име, дуже од две стотине година. На том простору изграђени су бројни сакрални објекати јеврејске вероисповести — Синагога Бет Израел (1908), Синагога Сукат Шалом (1924–1926) дело архитекте Фрање Урбана, данас једини активни јеврејски сакрални објекат у Београду, и два профана објеката од изузетне важности за вернике јеврејске вероисповести: зграда Савеза јеврејских вероисповедних општина (1922) и Дом црквено-школске јеврејске општине (1928).
Дом црквено-школске јеврејске општине Београду, изграђен је 1928. године, у улици краља Петра 71а, за потребе тадашње јеврејске сефардске вероисповедне црквено-школске општине (како се тада звала), на земљишту које је као легат завештао Мата Леви, у непосредној близини синагоге Бет Израел, срушене у Другом светском рату, и зграде Савеза јеврејских вероисповедних општина (1922) (подигнуте, такође, по пројекту архитекте Самуела Сумбула), у улици Високог Стефана, на Дорћолу.
За време Другог светског рата у згради се налазио немачки „културбунд“. После Другог светског рата део зграде је национализован.
Данас се по спратовима у згради налазе, на:
- Првом спрату Јеврејски историјски музеј.
- Другом спрату, седиште Јеврејске општине Београд као и хора „Браћа Барух“.
- Трећем спрату, просторије Савеза јеврејских општина Србије и канцеларије Рабина.

У згради се такође налазе библиотека, а од 1992. године и хуманитарна апотека.

## Архитектура
Објекат је изведен по пројекту истакнутог јеврејског архитекте, бечког ђака Самуела Сумбула (1887−1947), у академизираној варијанти романтичарске архитектуре са нагласком на живописним залученим отворима у централној вертикалној оси фасаде. Ова петоспратна зграда са троделном поделом фасаде, истиче главни мотив а то је поштовање симетрије, што сведочи о Сумбулу као архитекти и неимару који је савршено владао тадашњим градитељским постулатима академистичке морфологије.
На залученој атици, између два висока бочна кубета (куполе) на прочељу зграде и данас постоји оригинални натпис Дом црквеношколске јеврејске општине који указује на првобитну намену овог монументалног здања, и његов историјско-културолошки контекст, као и значајно ауторско и споменичко остварење.
У време изградње зграда је била прави архитектонски драгуљ старог дела тадашњег Београда, и изгледом је доминира у овом делу град.